# Российский еврейский конгресс
Российский еврейский конгресс (РЕК) — крупнейшая светская еврейская организация России, созданная в 1996 году; благотворительный фонд, член Всемирного еврейского конгресса (ВЕК).
Миссия РЕК — развивать и укреплять еврейскую жизнь в России, поддерживать, а при необходимости и защищать еврейское население России. РЕК реализует множество благотворительных программ, направленных на достижение этой цели. Объединяет самых влиятельных и состоятельных евреев России — бизнесменов и общественных деятелей, представителей науки и культуры.

## История создания
Российский еврейский конгресс был создан в 1996 году инициативной группой крупных еврейских бизнесменов, активистов еврейских организаций и авторитетных религиозных деятелей для поддержки возрождения еврейской жизни в России. РЕК стал структурой, объединяющей разрозненные и разнообразные еврейские структуры, возникшие в 1990-е годы на территории России. Каждой из этих структур нашлось место в Конгрессе, где впервые в истории российского еврейства появилась возможность объединить благотворителей и благополучателей, интеллектуальных и духовных лидеров, еврейских профессионалов и волонтёров и предоставить всем им возможность плодотворно работать.

## Руководство

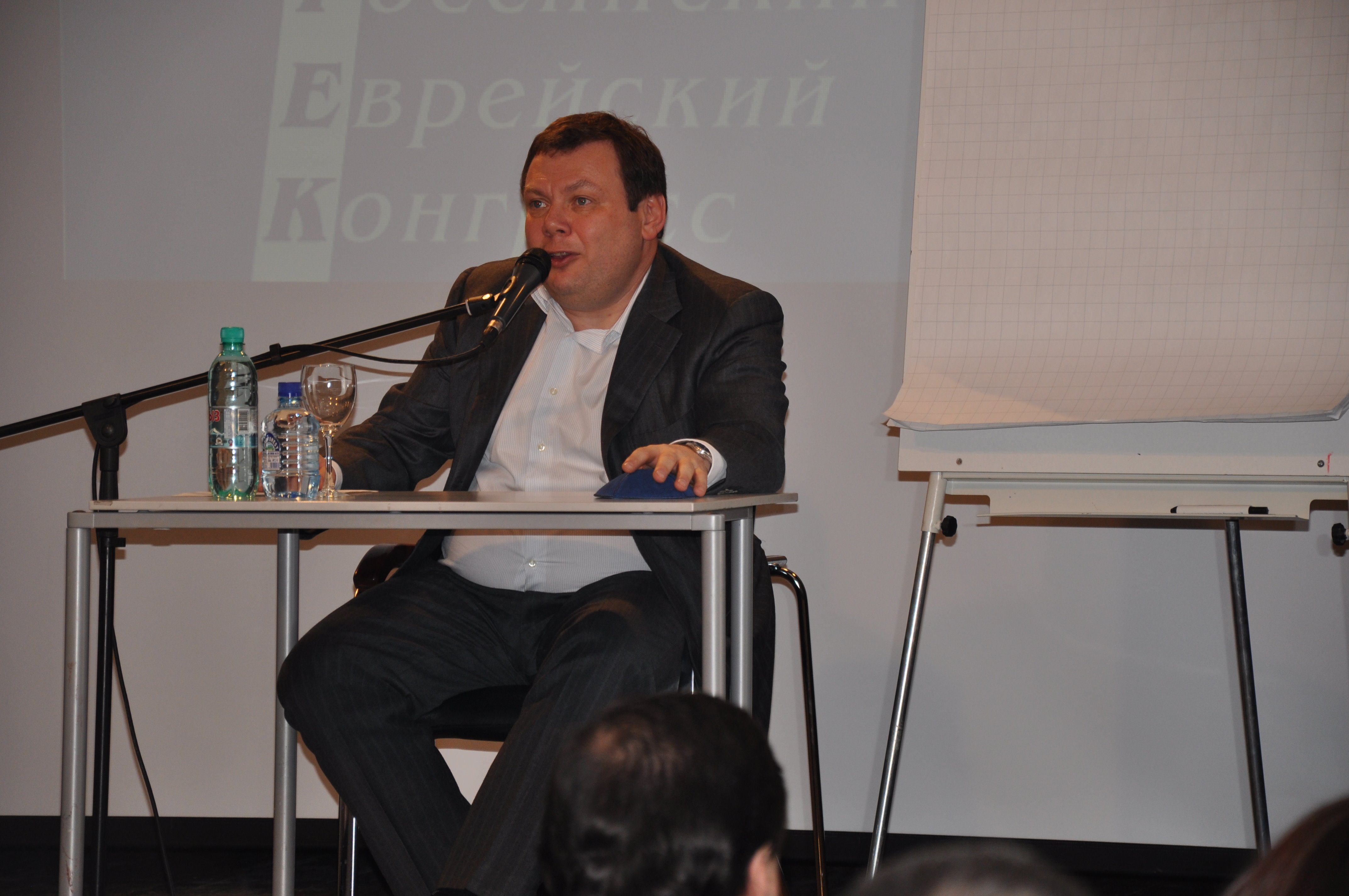
Выступление М. М. Фридмана в Российском еврейском конгрессе, 2009 год.

Руководящие органы РЕК — Бюро Президиума, Президиум, Совет директоров, Женская лига РЕК, Советы Попечителей программ РЕК, Общественный совет, Попечительский совет.
В состав Бюро Президиума входят Леонард Блаватник, Леонид Богоград, Михаил Бройтман, Виктор Вексельберг, Герман Захарьяев, Юрий Каннер, Год Нисанов,  Григорий Ройтберг, Павел Ройтберг, Михаил Фридман, Герман Хан, Давид Якобашвили.
В состав Президиума входят Белов Евгений, Блаватник Алекс, Бондаренко Александр, Каннер Юрий, Киперман Борис, Кокуш Юрий, Миргородский Геннадий, Тайчер Алексей, Устинов Сергей.
Президенты Российского еврейского конгресса
По году избрания:
1. 1996 — Гусинский, Владимир Александрович
2. 2001 — Невзлин, Леонид Борисович
3. 2001 — Сатановский, Евгений Янович
4. 2004 — Слуцкер, Владимир Иосифович
5. 2005 — Кантор, Вячеслав Владимирович
6. 2009 — Каннер, Юрий Исаакович
7. 2025 — Генцис, Александр Юрьевич [1]

## Международная деятельность
РЕК поддерживает связи с еврейскими общинами и организациями в США, Израиле, странах Евросоюза, республиках бывшего СССР, Южной Америке и др. Много лет РЕК сотрудничает и представляет еврейскую общину России в международных организациях, активно участвует в секциях ОБСЕ, сотрудничает с МИД. РЕК активно развивает народную дипломатию — гуманитарное сотрудничество и культурные связи. Делегации РЕК побывали во многих странах мира, встречались с влиятельными политиками и общественными деятелями, лидерами еврейских общин.
В ноябре 2018 года Россия была выделена в структуре Всемирного еврейского конгресса в отдельный регион — ВЕК РФ. Регион возглавил Российский еврейский конгресс. Теперь еврейские организации России в составе ООО РЕК могут быть представлены в международном еврейском сообществе — Всемирном еврейском конгрессе.

## Благотворительная деятельность
В последние годы Российский еврейский конгресс перешёл от точечной поддержки проектов к строительству институтов, которые обеспечивают финансовую стабильность, системность, безопасность, развитие и процветание еврейской общины России.
Институтом в контексте работы РЕК является выстроенная комплексная система взаимосвязей и взаимодействий объектов и субъектов: еврейских организаций, органов власти, СМИ, российских и зарубежных НКО, попечителей и еврейской аудитории.